# Sweet spot
Een sweet spot is de plek waar een slag of stoot resulteert in een maximale respons voor een bepaalde inspanning. In tennis, honkbal of cricket, zal een bepaalde slag resulteren in een grotere impuls als de bal de racket (of bat) op de sweet spot raakt.  
Ook bij de training voor duursporten wordt tegenwoordig over sweet spot gesproken. De inspanning leidt dan tot een relatief groot trainingseffect.
In het maandblad Fiets van juni 2012 is een sweet spot-training als volgt opgebouwd:
- Warming up: 15 min.
- 5 × 1 min, bij meer dan 110 rpm, steeds met 1 min. herstel ertussen.
- 3 × 15 min. op en rond je sweet spot (88-93% MLSS). Tussen die 15 min. steeds 5 min. rust.
- 45 min op 76-80% MLSS.
- Cooling down: 15 min.